# 法海寺 (淅川县)
33°16′25″N 111°03′11″E / 33.273485°N 111.053084°E
法海寺又名乍客寺、俗称大寺。位于河南省南阳市淅川县荆紫关镇磨沟村的伏牛山余脉乍客山山腰间。

## 历史
唐高宗风仪二年（677年），西峰禅师云游至荆紫关猴山峰顶，向下俯瞰，见四周所环之处酷似莲花盛开，「莲」有八瓣，西峰禅师遂迷「莲」忘返，在莲心之处巧置寺院，当时有田地20亩，房38间，僧10余人；
明朝中叶，太虚禅师重修法海寺；
清康熙五年（1666年）及同治十三年（1874年）两次重修。清末太平天国义军攻入荆紫关，火烧法海寺，寺内主要建筑同白衣阁均被烧毁。
现存古建筑8座，均为清代所建。

## 八景
法海寺八大景为"千佛洞"、"万佛洞"、"白瀑倒卷濂"、"松树弹琴"、"八龙泉"、"四棱碑"、"夜明珠"、"一步三道桥"。 

## 参看
- 淅川香严寺